# Arenal. Revista de historia de las mujeres
Arenal, Revista de Historia de las Mujeres va ser creada en 1994 per un grup d'historiadores de diverses universitats espanyoles, l'Equip Arenal, i està editada per la Universitat de Granada. És una revista de caràcter acadèmic-científic que contempla de forma específica la perspectiva de gènere i altres categories pròpies dels estudis i la història de les dones i del feminisme.
Al llarg d'aquests anys Arenal s'ha consolidat com una revista de recerca d'Història de les Dones, les relacions socials de gènere i els processos de transformació social, sense oblidar el diàleg amb altres àmbits interdisciplinaris afins. Ha contribuït a visibilitzar la història de les dones amb debats i temàtiques específiques i a portar a l'“agenda” de la historiografia espanyola “altres temes” per redefinir-los com a problemes de tota la Història. Sense oblidar la vocació universalista que caracteritza als Estudis de les Dones, la Revista Arenal se centra amb caràcter preferent a l'àrea europea, mediterrània i llatinoamericana.

## Equip editorial i assessor
Dirigida per les professores Cándida Martínez López (Universitat de Granada) i Mary Nash (Universitat de Barcelona), conformen el seu Consell de Redacció historiadores com Pilar Ballarín Domingo (Universitat de Granada), María Dolores Tafaner. (Universitat de Granada), María José de la Pasqua (Universitat de Cadis), María Dolores Ramos. (Universitat de Màlaga), Ana María Aguado (Universitat de València), Susanna Tavera (Universitat de Barcelona), Maria Xosé Rodríguez Galdo (Universitat de Santiago de Compostel·la), Montserrat Cabré (Universitat de Cantàbria), Gloria Nielfa (Universitat Complutense de Madrid), Rosa Capel (Universitat Complutense de Madrid), Ana Rodríguez (CSIC).
En el seu Consell Assessor internacional figuren historiadores com Dora Barrancos (Universitat de Buenos Aires), Ida Blom (Universitat de Bergen), Gisela Bock (Universitat de Bielefeld), Eva Cantarella (Universitat de Milà), Giuliana di Febo (Universitat de Roma), Temma Kaplan (Universitat de Nova York), Karen Offen (Universitat Stanford), Michelle Perrot (Universitat de París), Mary Elizabeth Perry (Universitat de Califòrnia), María Izilda Santos de Matos (Universitat Pontifícia de Sao Paulo), entre d'altres.